# Буер
Вижте пояснителната страница за други значения на Буер.
Буерът (от нидерландски: boeier) е лодка или специално изработена за целта платформа, оборудвана с плъзгачи, така че да може да се придвижва върху лед, задвижвайки се с окачени на мачта платна. Бурите се управляват по начин, сходен с този при яхтите, но развиват значително по-големи скорости. В наши дни се използват главно за спортни състезания.